# 바실로사우루스
바실로사우루스(Basilosaurus)는 에오세 말기(약 4,130만 년 ~ 3,390만 년 전)에 아프리카 북부와 북아메리카에서 살았을 것으로 추정되는 고래의 5번째 조상이다. 속명의 뜻은 '도마뱀'을 뜻하는 그리스어 'saurus'가 붙은 '대왕 도마뱀'을 의미하지만, 이후에 파충류가 아닌 포유류인 것이 밝혀져 이 생물의 이름을 바꾸려는 시도가 있었지만, 동물 명명법에 따라 원래 이름을 사용해야 했기 때문에 좌절되었다.

## 특징

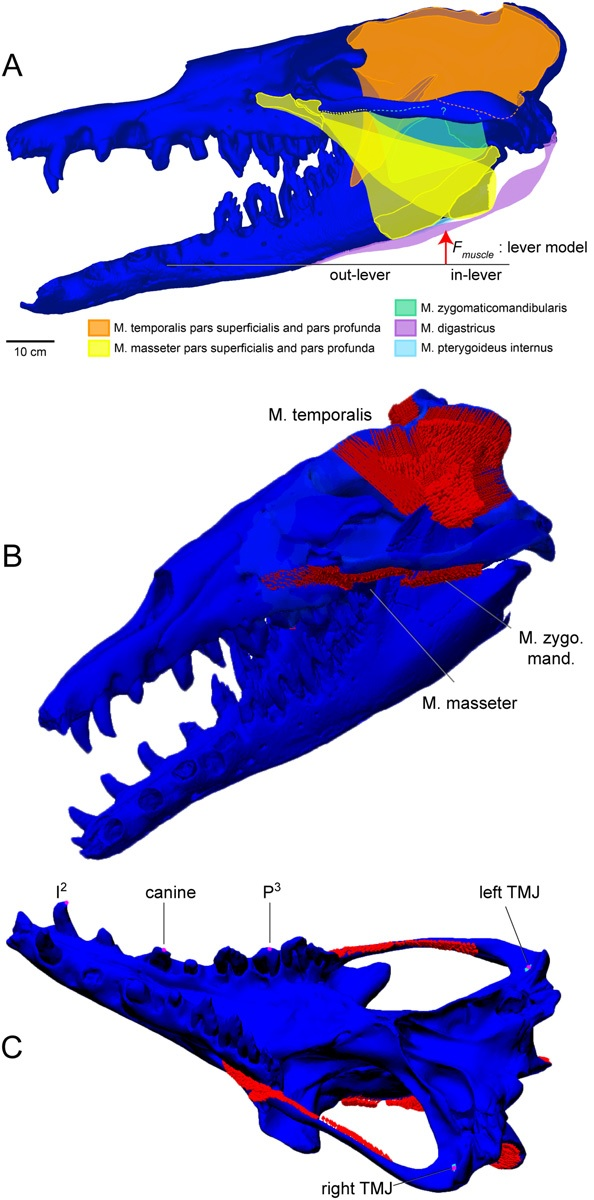
바실로사우루스의 턱 근육을 나타낸 자료

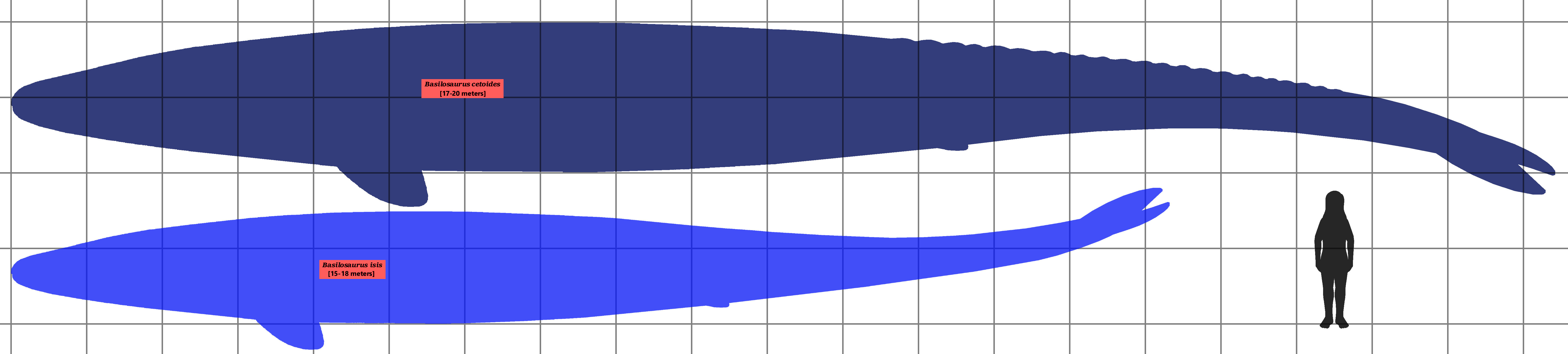
인간과의 크기 비교

바실로사우루스는 뱀과 같은 형태의 길고 가는 몸을 가지고 있었으며, 몸길이는 최대 24 미터 (79 ft)였고, 몸무게는 최대 60 tonne (60,000 kg)였다. 24 센티미터 (0.79 ft) 정도 되는 작은 뒷다리는 헤엄칠 때에는 쓰이지 않았지만 짝짓기시 교미를 유도하고 거대한 몸을 지탱해주는 역할을 했다. 바실로사우루스는 오늘날 고래들과는 달리 멜론 오르간시스템(음파 통신)이라는 것이 없었기 때문에, 같은 바실로사우루스끼리 의사소통을 하며 사회생활을 할 수 없어 단독으로 생활했을 것으로 추정된다.

## 생태

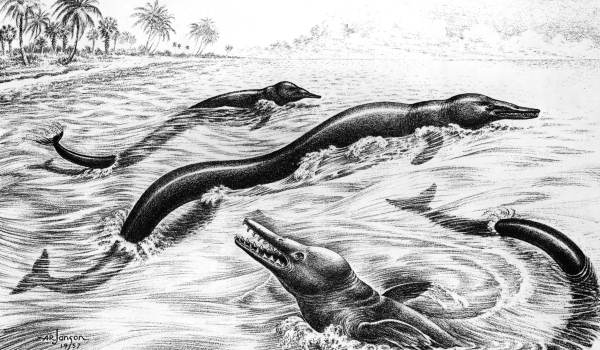
앤드류 R. 잰슨이 1956년에 복원한 바실로사우루스의 상상도

바실로사우루스는 주로 상어나 물고기 같은 해양 동물들을 비롯하여 원숭이 같은 육상 동물들까지 사냥했으며, 성질이 난폭해 당시 바다의 최상위 포식자로 군림했을 것으로 추정된다. 그러나 새끼와 같이 있는 화석이 발견된 것을 통해 모성애는 매우 강했을 것으로 추정된다. 또한 돌고래와 비슷한 작은 친척인 도루돈(Dorudon)은 바실로사우루스의 위 내용물과 도루돈의 두개골에 보존된 물린 자국으로 미루어 볼 때 바실로사우루스의 주된 먹이 공급원이었던 것으로 보인다.

## 멸종
참조: 에오세-올리고세 멸종 사건
바실로사우루스 화석 기록은 약 3500만~3390만 년 전에 끝나는 것으로 보인다.  바실로사우루스 멸종은 3390만 년 전에 일어난 에오세-올리고세 멸종 사건과 일치하며,  이로 인해 거의 모든 다른 고대고래아목(archaeocetes)가 멸종했다. 이 사건은 화산 활동, 운석 충돌 또는 기후의 급격한 변화(예: 환경이 추워짐)에 기인하는 것으로 여겨지며, 후자는 해양 순환을 방해하여 해양에 변화를 일으켜 바실로사우루스와 같은 포식자가 먹을 수 있는 먹이의 수를 제한했을 수 있다고 여겨진다. 바실로사우루스는 나머지 고대고래아목과 함께 후손을 남기지 않고 멸종했다. 멸종 이후 새로운 해류와 심해 융기는 고래류(Neocetes)와 관련된 형질을 진화시킨 더 발전된 고대고래아목으로부터 초기 이빨고래와 수염고래와 같은 현대 고래류(Neocetes)의 진화적 다양화에 유리한 새로운 환경을 조성했다.

## Wadi El Hitan(와디 엘 히탄, 고래의 계곡)
Wadi El Hitan(Wādī al-Ḥītān, 아랍어: وادي الحيتان) '고래의 계곡'이라고 불리는 이집트의 사암 지층으로, 많은 초기 고래 골격이 발견되었다.  독일의 식물학자 게오르그 아우구스트 슈바인푸르트(Georg August Schweinfurth)는 1879년 이집트 최초의 고대 고래(Zeuglodon osiris, 현재의 Saghacetus osiris)를 발견했다. 그는 1884년과 1886년에 Qasr el Sagha Formation(카스르 엘 사가 지층)을 방문했으며 현재 유명한 Wadi El Hitan을 몇 킬로미터 놓쳤습니다. 독일의 고생물학자인 빌헬름 바르님 데임스(Wilhelm Barnim Dames)는 잘 보존된 Z. 오시리스(Z. osiris, 바실로사우루스)의 유형 표본을 포함하여 이 물질을 설명했다.
1896-1906년 이집트 지질조사국장 휴 비드넬(Hugh Beadnell)은 이집트 와디 엘 히탄(Wadi El Hitan)의 하악골 부분과 여러 척추뼈를 기반으로 1904년 앤드류스(Andrews)의 제우글로돈 이시스(Zeuglodon isis)를 명명하고 설명했다. 1906년 Andrews은 더 작은 고대 고래의 두개골과 일부 척추뼈를 설명하고 현재 도루돈 아트록스(dorudon atrox)로 알려진 Prozeuglodon atrox(여기서 zeuglodon은 바실로사우루스를 칭한다.)라고 명명했다. 켈로그(Kellogg, 1936)는 이 두개골에서 낙엽 이빨을 발견했고, 성숙한 도루돈의 더 완전한 화석이 발견되기 전까지 수십 년 동안 그것은 어린 프로제글로돈 이시스(Prozeuglodon isis)로 믿어졌다.
2015년, 최초로 바실로사우루스의 완전한 골격이 와디 엘 히탄(Wadi El Hitan)에서 발견되었는데, 이 골격은 도루돈과 여러 종의 물고기를 포함한 먹이의 잔해와 함께 보존되어 있다. 고래의 골격은 또한 오토돈티드 오토두스 소콜로비(otodontid Otodus sokolovi)와 같은 대형 상어에 의한 청소된 흔적(시체를 먹힌)을 보여주지만, 연구는 이 상어가 바실로사우루스의 식단의 일부일 수도 있다고 생각했다.

## 분류
아래는 바실로사우루스의 배치에 대한 계통발생학적 분석이다. Basilosauridae에는 Basilosaurus를 포함하는 Basilosaurinae와 Dorudontinae의 두 아과가 있습니다. 이러한 그룹은 과거에 유효하지 않은 것으로 선언되었다.  도로돈의 유해는 한때 어린 바실로사우루스를 대표하는 것으로 생각되었다.
|  | \| \| †Basilosaurus \| \| \| \| \| \| †Basiloterus \| \| \| \| \| \| †Eocetus \| \| \| \| |
|  |                                                                                           |
|  | †Platyosphys                                                                              |
|  |                                                                                           |
|  | †Basilosaurus                                                                             |
|  |                                                                                           |
|  | †Basiloterus                                                                              |
|  |                                                                                           |
|  | †Eocetus                                                                                  |
|  |                                                                                           |

|  | †Basilosaurus |
|  |               |
|  | †Basiloterus  |
|  |               |
|  | †Eocetus      |
|  |               |

|  | \| \| †Basilosaurus \| \| \| \| \| \| †Basiloterus \| \| \| \| \| \| †Eocetus \| \| \| \| |
|  |                                                                                           |
|  | †Platyosphys                                                                              |
|  |                                                                                           |
|  | †Basilosaurus                                                                             |
|  |                                                                                           |
|  | †Basiloterus                                                                              |
|  |                                                                                           |
|  | †Eocetus                                                                                  |
|  |                                                                                           |

|  | †Basilosaurus |
|  |               |
|  | †Basiloterus  |
|  |               |
|  | †Eocetus      |
|  |               |

## 같이 보기
- 고래
- 고대 고래
- 신생대
- 에오세